# Frost Like Ashes
Frost Like Ashes es una banda cristiana de blackened death/thrash metal formada en Kansas City en el año 2001. La banda ha lanzado dos discos de duración extendida (Born to Pieces y Pure as the Blood Covered Snow) y un álbum titulado Tophet, sus canciones han aparecido en dos compilaciones tituladas A Brutal Christmas y A Treasury of Sorrows. Anteriormente tenían contrato discográfico con Psycho Acoustix Records pero actualmente están bajo contrato con Sullen Records, una marca de Open Grave Records, su música combina elementos de unblack metal, death metal y thrash metal con teclados y vocales virtuosas notables por "cambiar entre cerca de 10 estilos diferentes de metal extremo en cada canción. Sus letras han llamado la atención para su dura salida, proveyendo de un punto de vista bíblico para los temas crueles y regulares de la música del black metal. La banda también es controversial por hacer uso de la pintura cadaverica estilo típico comúnmente asociado con los elementos visuales del black metal. Sus actuaciones en vivo incorporan un inverso del estereotipo de la imaginería del black metal, por ejemplo, escupir y romper una biblia satánica y destrozar un cráneo de cabra adornado con un pentagrama mediante una espada.

## Miembros

### Última alineación
- Azahel - Vocalista (2001-2008)
- Sebat - Guitarra eléctrica (2001-2008)
- Fire - Bajo (2008)
- Adonijah - Batería (2001-2008)
- Qoheleth - Teclado electrónico (2004-2008)

### Otros miembros
- Syntyche - Bajo (2001-2004)
- Ruach - Bajo (2004-2008)

## Discografía
- A Brutal Christmas (SOTD Records) - 2002 (compilación)
- Pure As The Blood Covered Snow (SOTD Records) - 2003
- A Treasury of Sorrows (Lifeless Records) - 2004 (compilación)
- Tophet (Psycho Acoustix Records) - 2005
- Born to Pieces EP (Sullen Records) – 2008

### Singles
- "Born to Pieces"